# Чорногорія на Європейських іграх 2015
Чорногорія на перших Європейських іграх у Баку була представлена 55 атлетами.

## Медалісти
| Медаль | Спортсмен      | Спорт  | Дисципліна       |
| ------ | -------------- | ------ | ---------------- |
| Бронза | Маріна Ракович | Карате | До 68 кг (жінки) |